# Memorial aos Membros da Comunidade USP

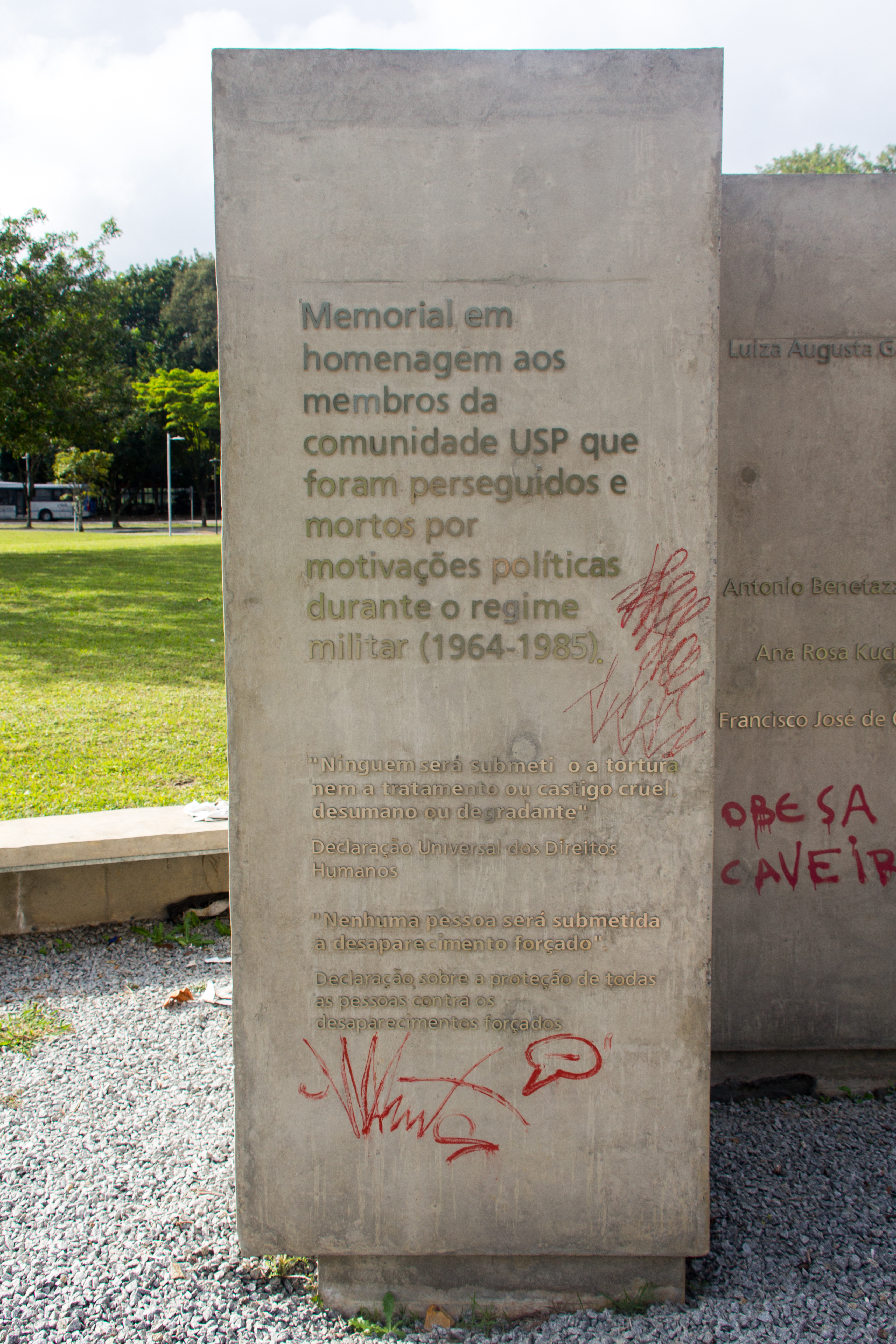
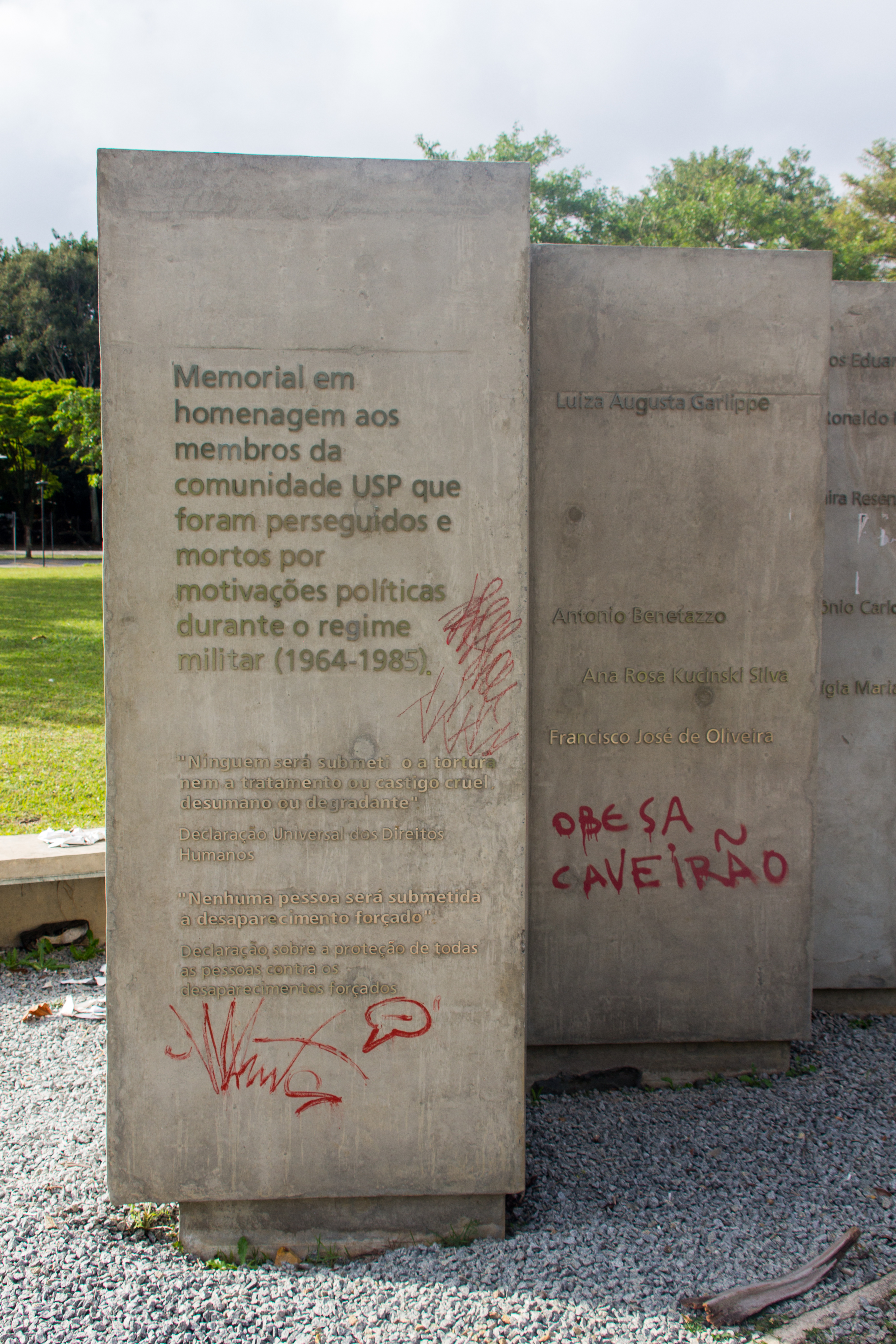
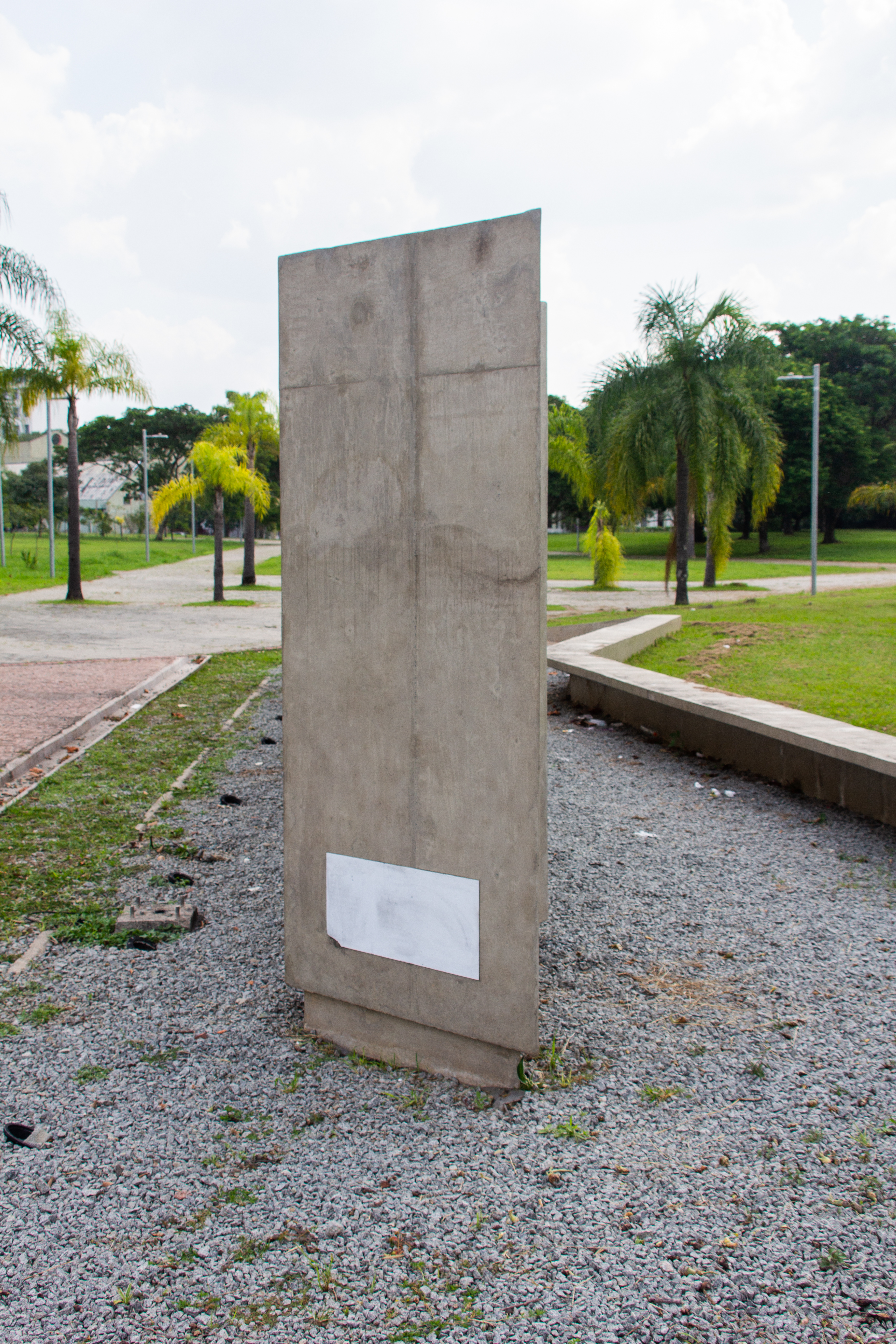
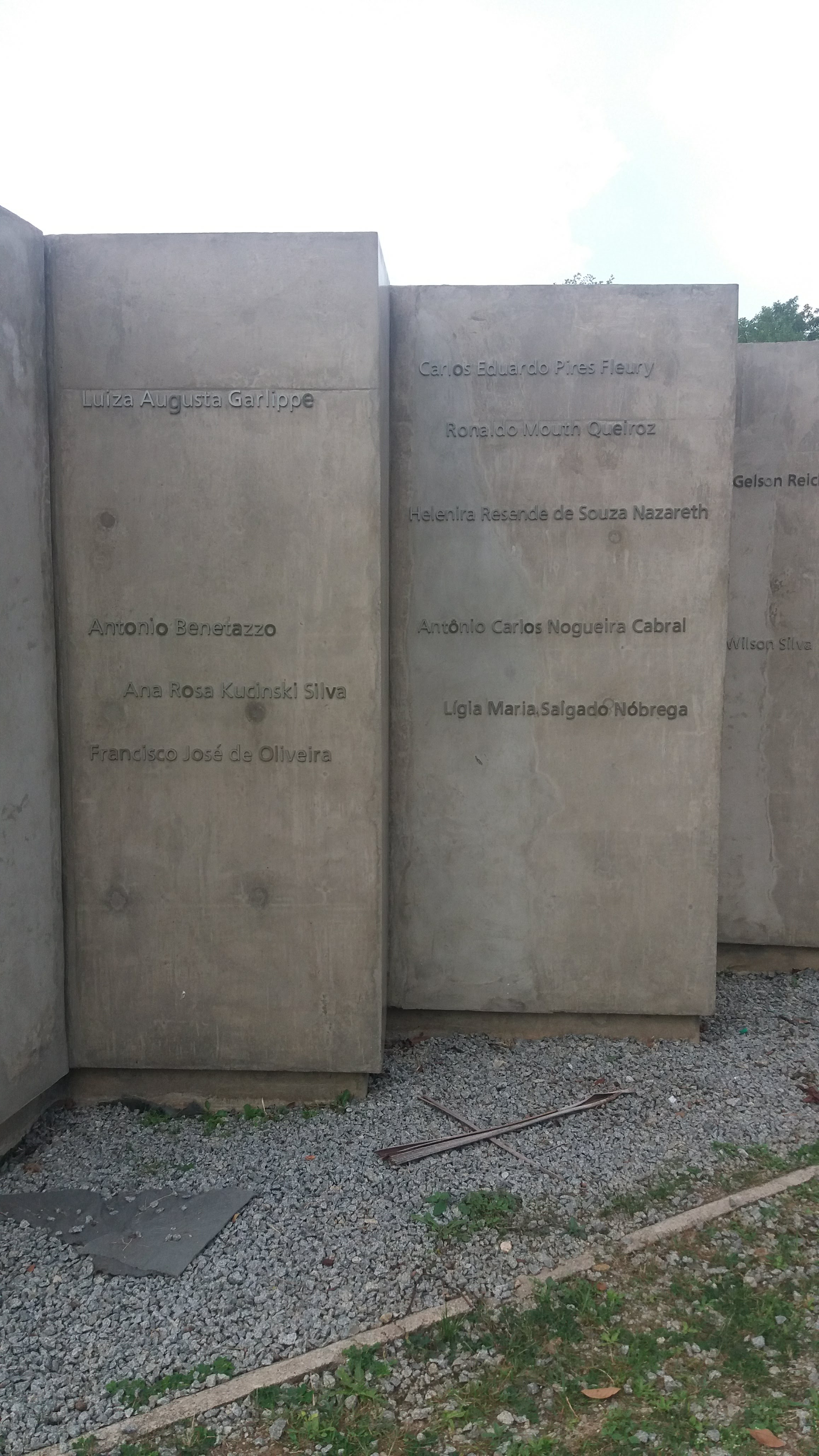
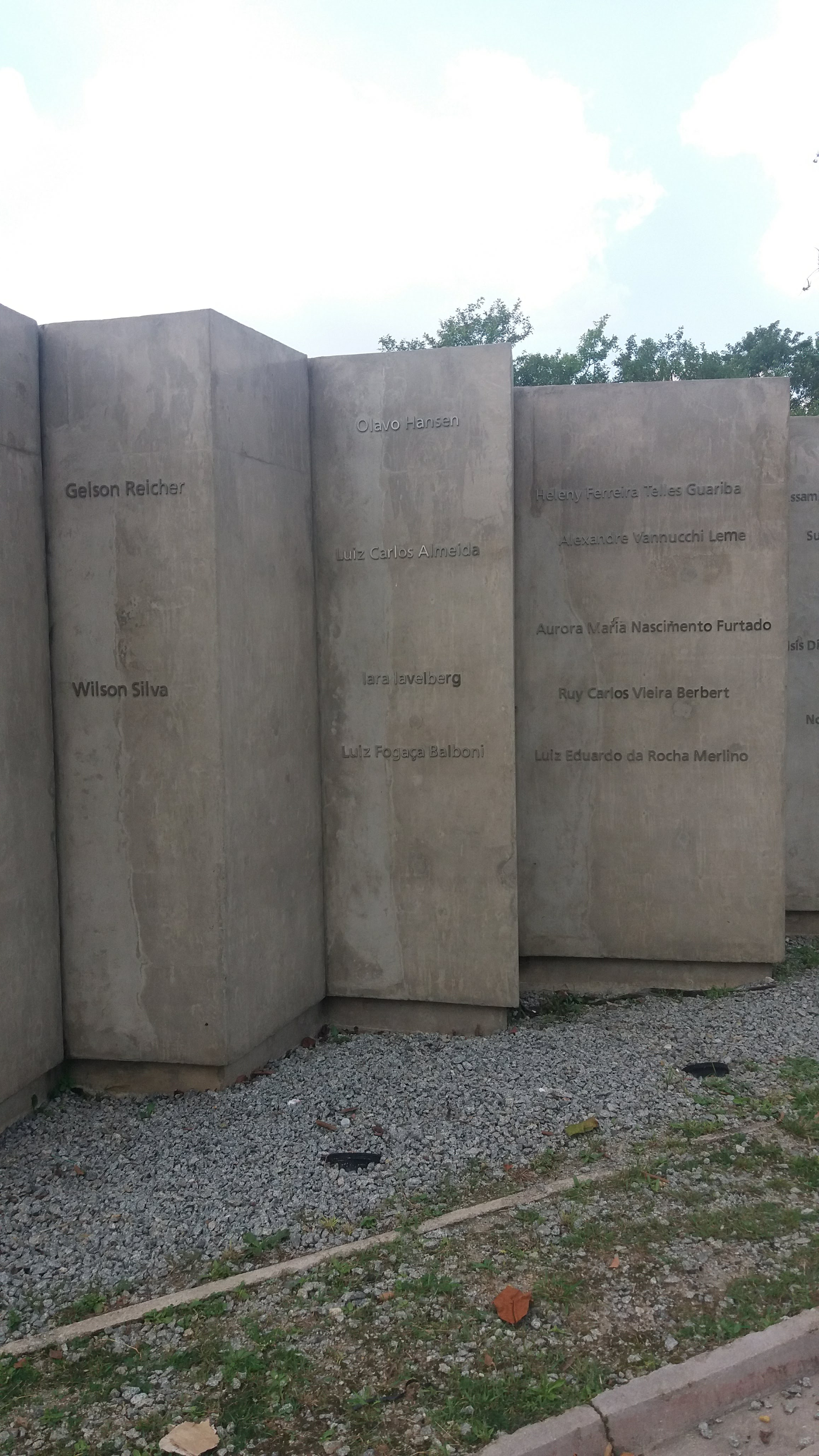
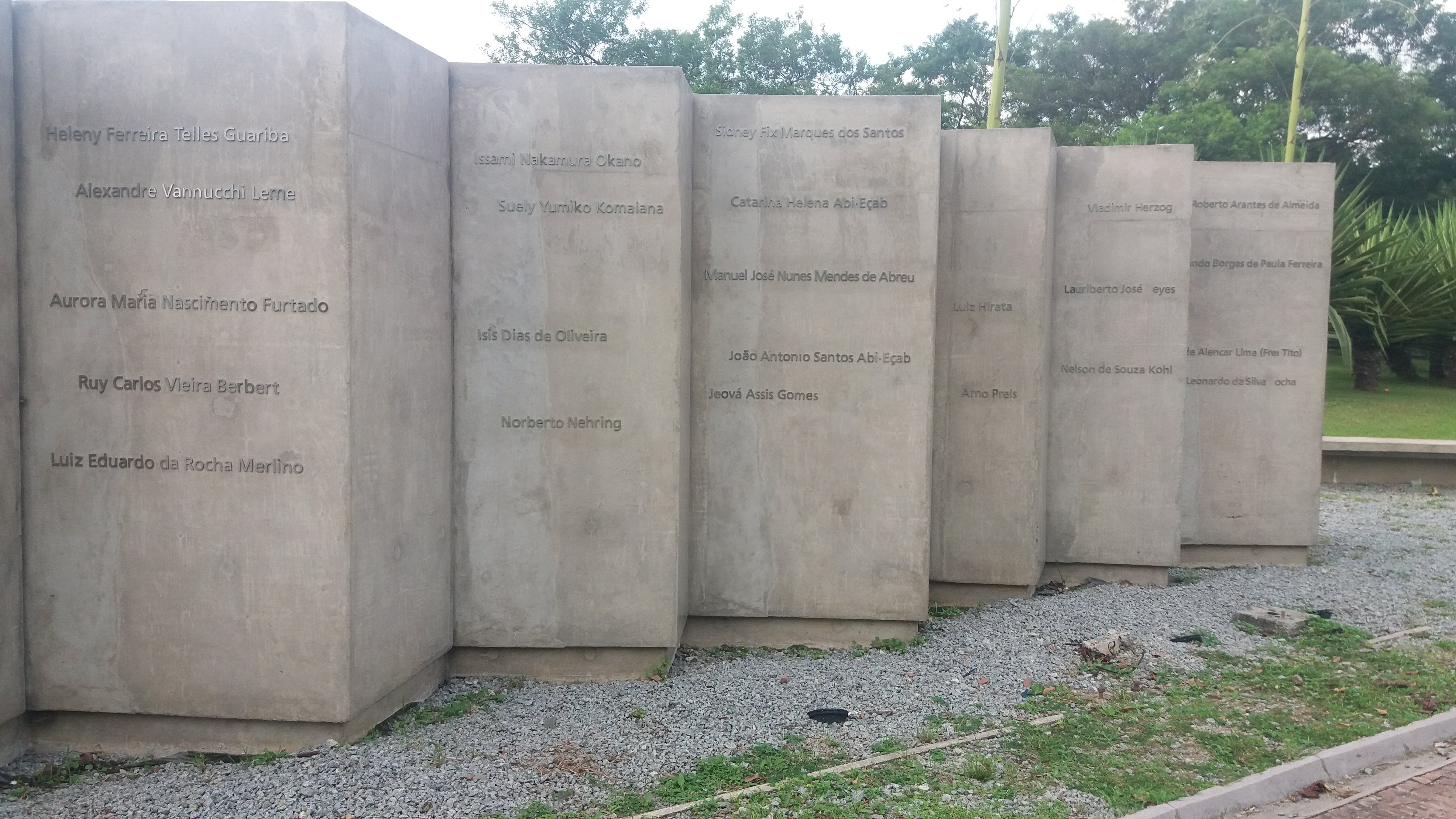
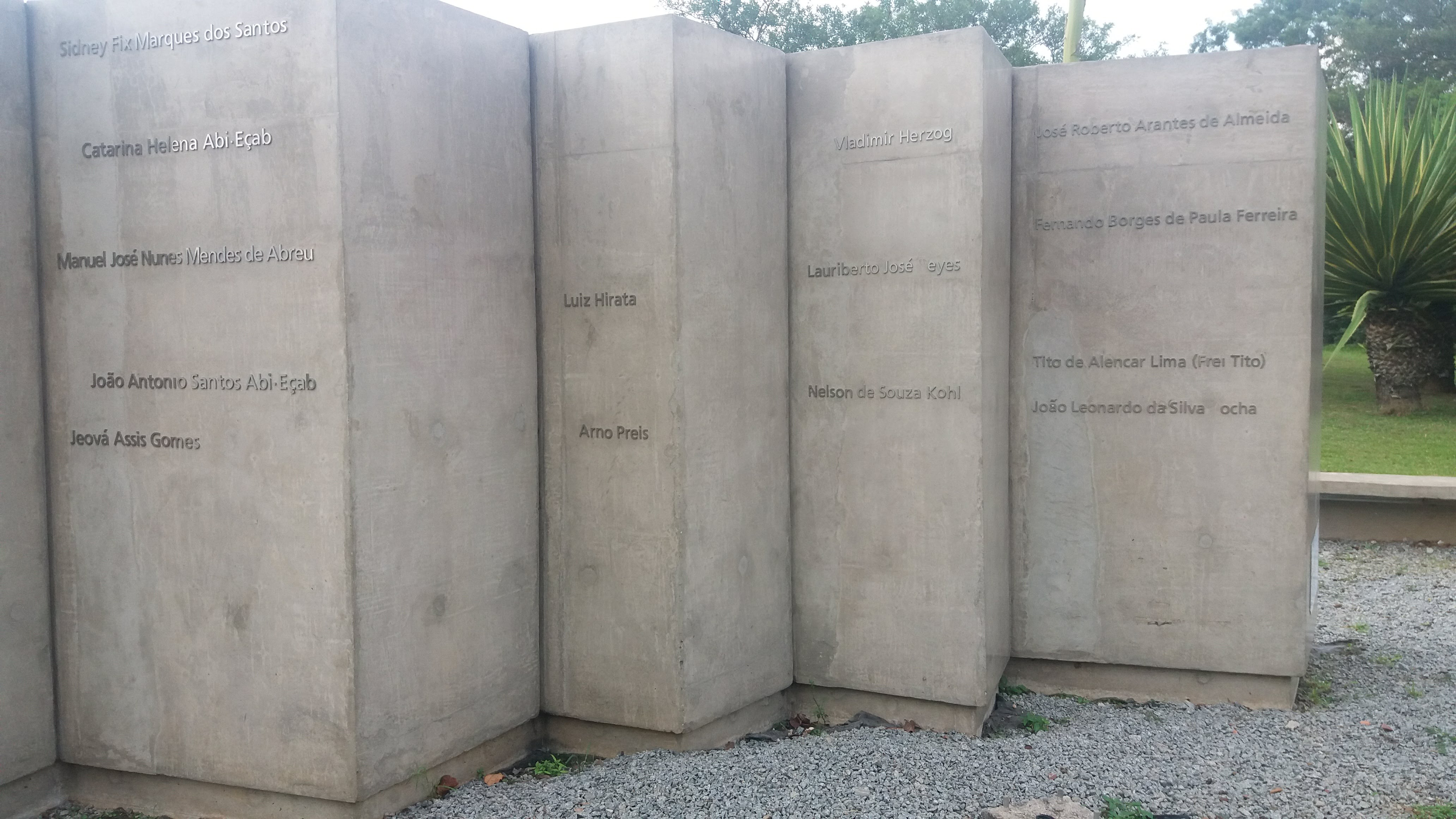
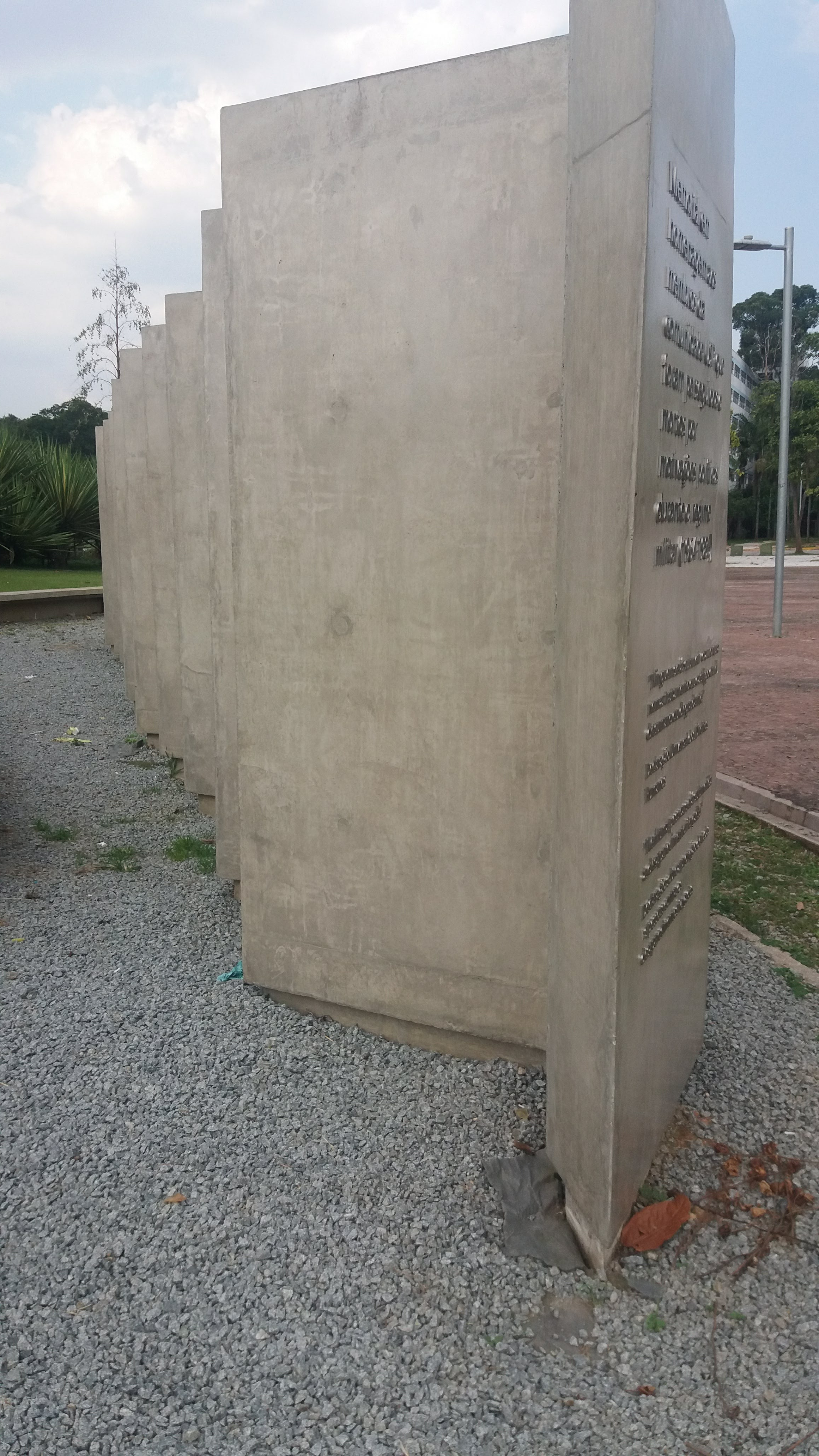

O Memorial aos Membros da Comunidade USP que foram perseguidos e mortos por motivações políticas durante o regime militar (1964-1985) é um monumento localizado no campus Butantã da Universidade de São Paulo. Presta homenagem aos docentes, funcionários e discentes da USP assassinados ou que desapareceram durante a ditadura militar no Brasil. Foi inaugurado em 2011, tendo sido idealizado pelo Núcleo de Estudos da Violência (NEV).
Constam do monumento nomes como: Ana Rosa Kucinski Silva e Vladimir Herzog.
Está grafada no monumento a frase da Declaração Universal dos Direitos Humanos: “Ninguém será submetido a tortura nem a tratamento ou castigo cruel, desumano ou degradante”.